# Reprezentacja Boliwii w piłce ręcznej mężczyzn
Reprezentacja Boliwii w piłce ręcznej mężczyzn – narodowy zespół piłkarzy ręcznych Boliwii. Reprezentuje swój kraj w rozgrywkach międzynarodowych.

## Turnieje

### Udział wmistrzostwach Ameryki Południowej
| Rok  | Wynik | Źródło |
| ---- | ----- | ------ |
| 2020 | 6.    |        |
| 2022 | 7.    |        |

### Udział wigrzyskach Ameryki Południowej
| Rok  | Wynik | Źródło |
| ---- | ----- | ------ |
| 2002 | –     |        |
| 2006 | –     |        |
| 2010 | –     |        |
| 2014 | –     |        |
| 2018 | 7.    |        |